# 로스 알렉산더

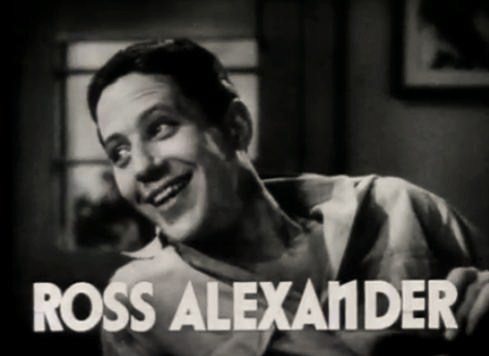

로스 알렉산더(Ross Alexander, 1907년 7월 27일 ~ 1937년 1월 2일)는 미국의 연극 배우, 영화배우이다.
브루클린에서 태어났으며 로스앤젤레스에서 사망하였다. 사인은 총상이다. 포리스트 론 메모리얼 파크에 매장되었다.

## 영화
- 지옥의 갱 (1984년)
- 쉽메이트 포에버 (1935년)
- 캡틴 블러드 (1935년)
- 한여름 밤의 꿈 (1935년)
- 프러테이션 워크 (1934년)